# 富津町 (いわき市)
富津町（とみつまち）は、福島県いわき市にある大字である。郵便番号は974-8231。

## 地理
いわき市南部の勿来地区に属する。北で山田町、南東で錦町、南西で沼部町とそれぞれ隣接する。概ね市町村制以前の菊多郡富津村の流れを汲む地域である。二級水系鮫川中下流域両岸の平地を範囲とする。大部分が水田で占められ、南側を横断する福島県道71号沿いに集落が広がる。植田町内に所在するいわき南警察署及び錦町に所在する勿来消防署がそれぞれ管轄にあたる。

### 河川
- 鮫川
  - 余木田川

### 主な字
字
複数の字を持つが、地名の表記に「字」の文字は使用されない。
- 畔内
- 前鮫
- 蛭坪

## 歴史
- 1870年10月20日 - 泉藩領富田村と小津村が合併し、富津村が成立する[4]。
- 1879年1月27日 - 富津村が福島県内における郡区町村制の施行により菊多郡の村となる[4]。
- 1889年4月1日 - 町村制の施行により富津村が小山田村、上山田村、下山田村、井上村、大林村と合併し、菊多郡山田村が新たに発足する。り、旧富津村域は山田村の大字となる[4]。
- 1896年4月1日 - 菊多郡と周辺郡との合併により石城郡が発足し、石城郡山田村となる[4]。
- 1955年4月29日 - 山田村が勿来町、川部村、植田町、錦町と合併、勿来市が新たに発足し、勿来市の大字となる[4]。
- 1966年10月1日 - 勿来市が平市・常磐市・内郷市・磐城市、石城郡小川町・遠野町・四倉町・川前村・田人村・好間村・三和村、双葉郡久之浜町・大久村と合併しいわき市となり、いわき市勿来地区の大字となる[4]。

## 世帯数と人口
2023年10月31日現在の世帯数と人口は以下の通りである。
| 大字   | 世帯数 | 人口  |
| ------ | ------ | ----- |
| 富津町 | 41世帯 | 119人 |

## 小・中学校の学区
市立小・中学校に通う場合、学区は以下の通りとなる。
| 番地 | 小学校             | 中学校             |
| ---- | ------------------ | ------------------ |
| 全域 | いわき市立錦小学校 | いわき市立錦中学校 |

## 交通

### 道路
- 福島県道71号勿来浅川線

## 施設
- 富津町公民館
- 稲荷神社